# Pallamano Trieste 2000-2001
Questa pagina raccoglie i dati riguardanti la Pallamano Trieste nelle competizioni ufficiali della stagione 2000-2001.

## Rosa 2000-2001

### Giocatori
| N° | Naz.                | Ruolo | Sportivo                | Anno | Alt. | Peso |
| -- | ------------------- | ----- | ----------------------- | ---- | ---- | ---- |
| 1  | Italia (bandiera)   | P     | Paolo Marion            | 1965 |      |      |
| 12 | Italia (bandiera)   | P     | Zoran Srebrnic          | 1975 |      |      |
| 16 | Italia (bandiera)   | P     | Ivan Mestriner          | 1970 |      |      |
| 2  | Croazia (bandiera)  | A     | Nino Velenik            | 1969 |      |      |
| 4  | Italia (bandiera)   | PV    | Giorgio Oveglia         | 1963 |      |      |
| 6  | Lituania (bandiera) | T     | Gintautas Vilaniskis    | 1971 |      |      |
| 7  | Romania (bandiera)  | T     | Petru Pop               | 1974 |      |      |
| 8  | Italia (bandiera)   | PV    | Massimiliano Martinelli | 1978 |      |      |
| 9  | Italia (bandiera)   | A     | Alessandro Fusina       | 1971 |      |      |
| 10 | Italia (bandiera)   | A     | Michele Guerrazzi       | 1971 |      |      |
| 11 | Italia (bandiera)   | PV    | Antonio Pastorelli      | 1971 |      |      |
| 14 | Italia (bandiera)   | T     | Alessandro Tarafino     | 1971 |      |      |
| 15 | Italia (bandiera)   | A     | Marco Lo Duca           | 1971 |      |      |
| 18 | Romania (bandiera)  | PV    | Eremia Piriianu         | 1975 |      |      |
| 19 | Italia (bandiera)   | T     | Marco Visintin          | 1982 |      |      |

### Staff
- Allenatore:  Marko Sibila
- Allenatore in seconda:  Piero Sivini
- Massaggiatore:  Enzo Gianlorenzi

## Risultati stagionali
- Campionato =  Campione d'Italia 2000-2001 (16º titolo)
- Coppa Italia =  Vincitrice Coppa Italia 2000-2001 (5º titolo)
- EHF Champions League = Eliminata alla fase a gruppi degli ottavi di finale.

## Campionato

### Stagione regolare

#### Girone di andata
| Conversano 30 settembre 2000 1ª giornata | Papillon Conversano | 22 – 21 | Coop Essepiù Trieste | Pala San Giacomo |

| Trieste 7 ottobre 2000 2ª giornata | Coop Essepiù Trieste | 28 – 24 | Bologna Utd | Pala Chiarbola |

| Rovigo 14 ottobre 2000 3ª giornata | Tassina Rovigo | 20 – 27 | Coop Essepiù Trieste | Palasport di Rovigo |

| Trieste 21 ottobre 2000 4ª giornata | Coop Essepiù Trieste | 36 – 15 | Ortigia Siracusa | Pala Chiarbola |

| Modena 28 ottobre 2000 5ª giornata | Gammadue Modena | 24 – 26 | Coop Essepiù Trieste | Palasport di Modena |

| Prato 4 novembre 2000 6ª giornata | Al.Pi. Prato | 17 – 23 | Coop Essepiù Trieste | PalaConsiag |

| Trieste 11 novembre 2000 7ª giornata | Coop Essepiù Trieste | 27 – 17 | Euronovo Mordano | Pala Chiarbola |

| Rubiera 18 novembre 2000 8ª giornata | N.S.M. Rubiera | 27 – 27 | Coop Essepiù Trieste | Pala Bursi |

| Trieste 25 novembre 2000 9ª giornata | Coop Essepiù Trieste | 26 – 23 | Acsi Haenna | Pala Chiarbola |

| Merano 2 dicembre 2000 10ª giornata | Torggler Group Merano | 19 – 25 | Coop Essepiù Trieste | Palestra Carlo Wolf |

| Trieste 9 dicembre 2000 11ª giornata | Coop Essepiù Trieste | 29 – 23 | Mazara del Vallo | Pala Chiarbola |

| Fasano 16 dicembre 2000 12ª giornata | Fasano | 23 – 28 | Coop Essepiù Trieste | Palestra Franco Zizzi |

| Trieste 20 gennaio 2001 13ª giornata | Coop Essepiù Trieste | 32 – 22 | Forst Bressanone | Pala Chiarbola |

#### Girone di ritorno
| Trieste 27 gennaio 2001 1ª giornata | Coop Essepiù Trieste | 32 – 24 | Papillon Conversano | Pala Chiarbola |

| San Lazzaro di Savena 3 febbraio 2001 2ª giornata | Bologna Utd | 24 – 26 | Coop Essepiù Trieste | PalaSavena |

| Trieste 10 febbraio 2001 3ª giornata | Coop Essepiù Trieste | 26 – 22 | Tassina Rovigo | Pala Chiarbola |

| Siracusa 17 febbraio 2001 4ª giornata | Ortigia Siracusa | 17 – 33 | Coop Essepiù Trieste | Palasport di Siracusa |

| Trieste 24 febbraio 2001 5ª giornata | Coop Essepiù Trieste | 20 – 18 | Gammadue Modena | Pala Chiarbola |

| Trieste 3 marzo 2001 6ª giornata | Coop Essepiù Trieste | 27 – 18 | Al.Pi. Prato | Pala Chiarbola |

| Mordano 10 marzo 2001 7ª giornata | Euronovo Mordano | 26 – 28 | Coop Essepiù Trieste | Palasport di Mordano |

| Trieste 17 marzo 2001 8ª giornata | Coop Essepiù Trieste | 32 – 25 | N.S.M. Rubiera | Pala Chiarbola |

| Enna 24 marzo 2001 9ª giornata | Acsi Haenna | 24 – 26 | Coop Essepiù Trieste | Palasport di Enna |

| Trieste 31 marzo 2001 10ª giornata | Coop Essepiù Trieste | 34 – 22 | Torggler Group Merano | Pala Chiarbola |

| Mazara del Vallo 7 aprile 2001 11ª giornata | Mazara del Vallo | 23 – 25 | Coop Essepiù Trieste | Palasport di Mazara |

| Trieste 14 aprile 2001 12ª giornata | Coop Essepiù Trieste | 27 – 27 | Fasano | Pala Chiarbola |

| Bressanone 21 aprile 2001 13ª giornata | Forst Bressanone | 24 – 29 | Coop Essepiù Trieste | Palasport di Bressanone |

### Play off scudetto

#### Quarti di finale
| Prato 25 aprile 2001, ore Andata | Al.Pi. Prato | 29 – 24 | Coop Essepiù Trieste | PalaConsiag |

| Trieste 28 aprile 2001, ore Ritorno | Coop Essepiù Trieste | 27 – 16 | Al.Pi. Prato | Pala Chiarbola |

#### Semifinali
| Trieste 1º maggio 2001, ore Andata | Coop Essepiù Trieste | 24 – 18 | Forst Bressanone | Pala Chiarbola |

| Bressanone 5 maggio 2001, ore Ritorno | Forst Bressanone | 20 – 21 | Coop Essepiù Trieste | Palasport di Bressanone |

#### Finali
| Trieste 12 maggio 2001, ore Gara 1 | Coop Essepiù Trieste | 26 – 20 | Papillon Conversano | Pala Chiarbola |

| Conversano 16 maggio 2001, ore Gara 2 | Papillon Conversano | 23 – 25 | Coop Essepiù Trieste | Pala San Giacomo |

| Trieste 19 maggio 2001, ore Gara 3 | Coop Essepiù Trieste | 34 – 29 | Papillon Conversano | Pala Chiarbola |

## Coppa Italia

### 2º turno - Girone A
| Trieste 22 settembre 2000 1ª giornata | Coop Essepiù Trieste | 24 – 23 | Forst Bressanone | Pala Chiarbola |

| Trieste 24 settembre 2000 3ª giornata | Coop Essepiù Trieste | 27 – 31 | Torggler Group Merano | Pala Chiarbola |

### Final Four
| Rubiera 31 ottobre 2000, ore Semifinale | Coop Essepiù Trieste | 22 – 21 | N.M.S. Rubiera | Pala Bursi |

| Rubiera 1º novembre 2000, ore Finale | Coop Essepiù Trieste | 28 – 23 | Torggler Group Merano | Pala Bursi |

## EHF Champions League

### 2º turno
| Trieste 20 ottobre 2000, ore Andata | SKA Minsk | 28 – 26 | Coop Essepiù Trieste | Pala Chiarbola |

| Trieste 22 ottobre 2000, ore Ritorno | Coop Essepiù Trieste | 27 – 20 | SKA Minsk | Pala Chiarbola |

### Fase a gironi - Gruppo C
| Trieste 11 novembre 2000 1ª giornata | Coop Essepiù Trieste | 28 – 28 | THW Kiel | Pala Chiarbola (1200 spett.) |

| Gudme 19 novembre 2000 2ª giornata | GOG Gudme | 28 – 24 | Coop Essepiù Trieste | Gudmehallerne (1000 spett.) |

| Trieste 25 novembre 2000 3ª giornata | Coop Essepiù Trieste | 27 – 28 | ABC Braga | Pala Chiarbola (1000 spett.) |

| Trieste 2 dicembre 2000 4ª giornata | Coop Essepiù Trieste | 32 – 30 | GOG Gudme | Pala Chiarbola (1000 spett.) |

| Kiel 9 dicembre 2000 5ª giornata | THW Kiel | 34 – 24 | Coop Essepiù Trieste | Ostseehalle (6500 spett.) |

| Braga 16 dicembre 2000 6ª giornata | ABC Braga | 33 – 24 | Coop Essepiù Trieste | Pavilhao Flavio sa Leite (1500 spett.) |

## Classifiche

### Serie A1
|  | Pos. | Squadra        | Pt | G  | V  | N | S  | GF  | GS  | D    | Note                                         |
|  | ---- | -------------- | -- | -- | -- | - | -- | --- | --- | ---- | -------------------------------------------- |
|  | 1.   | Trieste        | 71 | 26 | 23 | 2 | 1  | 720 | 570 | +150 | Qualificato alla Champions League 2001-2002  |
|  | 2.   | Rubiera        | 57 | 26 | 18 | 3 | 5  | 686 | 591 | +95  | Qualificato alla Challenge Cup 2001-2002     |
|  | 3.   | Conversano     | 51 | 26 | 16 | 3 | 7  | 703 | 618 | +85  | Qualificato alla EHF Cup 2001-2002           |
|  | 4.   | Brixen         | 47 | 26 | 15 | 2 | 9  | 640 | 573 | +67  | Qualificato alla Challenge Cup 2001-2002     |
|  | 5.   | Meran          | 44 | 26 | 13 | 5 | 8  | 642 | 602 | +40  | Qualificato alla Coppa delle Coppe 2001-2002 |
|  | 6.   | Modena         | 42 | 26 | 13 | 3 | 10 | 679 | 596 | +83  |                                              |
|  | 7.   | Bologna United | 41 | 26 | 13 | 2 | 11 | 686 | 635 | +51  |                                              |
|  | 8.   | Prato          | 40 | 26 | 12 | 4 | 10 | 581 | 567 | +14  |                                              |
|  | 9.   | Junior Fasano  | 33 | 26 | 10 | 3 | 13 | 655 | 686 | -31  |                                              |
|  | 10.  | Mazara         | 30 | 26 | 9  | 3 | 14 | 602 | 636 | -34  |                                              |
|  | 11.  | Tassina Rovigo | 26 | 26 | 8  | 2 | 16 | 586 | 628 | -42  |                                              |
|  | 12.  | Mordano        | 24 | 26 | 8  | 0 | 18 | 536 | 628 | -92  | Retrocesso in Serie A2 2001-2002             |
|  | 13.  | Haenna         | 20 | 26 | 6  | 2 | 18 | 648 | 715 | -67  | Retrocesso in Serie A2 2001-2002             |
|  | 14.  | Ortigia        | 0  | 26 | 0  | 0 | 26 | 467 | 786 | -319 | Retrocesso in Serie A2 2001-2002             |

### Coppa Italia

#### Secondo turno

##### Girone A
|  | Pos. | Squadra      | Pt | G | V | N | P | GF | GS | DR |
|  | ---- | ------------ | -- | - | - | - | - | -- | -- | -- |
|  | 1.   | Black Devils | 4  | 2 | 1 | 1 | 0 | 54 | 50 | +4 |
|  | 2.   | Trieste      | 3  | 2 | 1 | 0 | 1 | 51 | 54 | -3 |
|  | 3.   | Brixen       | 1  | 2 | 0 | 1 | 1 | 46 | 47 | -1 |

### EHF Champions League

#### Girone C
|  | Pos. | Squadra           | Pt | G | V | N | S | GF  | GS  | D   | Note                            |
|  | ---- | ----------------- | -- | - | - | - | - | --- | --- | --- | ------------------------------- |
|  | 1.   | ABC Braga         | 8  | 6 | 4 | 0 | 2 | 151 | 153 | -2  | Qualificato ai quarti di finale |
|  | 2.   | THW Kiel          | 7  | 6 | 3 | 1 | 2 | 164 | 147 | +17 | Qualificato ai quarti di finale |
|  | 3.   | GOG Gudme         | 6  | 6 | 3 | 0 | 3 | 165 | 158 | +7  |                                 |
|  | 4.   | Pallamano Trieste | 3  | 6 | 1 | 1 | 5 | 132 | 170 | -38 |                                 |

## Statistiche

### Di squadra

#### Riepilogo partite
| Competizione                   | Punti | In casa | In casa | In casa | In casa | In casa | In casa | In trasferta | In trasferta | In trasferta | In trasferta | In trasferta | In trasferta | Totale | Totale | Totale | Totale | Totale | Totale |
| Competizione                   | Punti | G       | V       | N       | P       | Gf      | Gs      | G            | V            | N            | P            | Gf           | Gs           | G      | V      | N      | P      | Gf     | Gs     |
| ------------------------------ | ----- | ------- | ------- | ------- | ------- | ------- | ------- | ------------ | ------------ | ------------ | ------------ | ------------ | ------------ | ------ | ------ | ------ | ------ | ------ | ------ |
| Campionato - Stagione Regolare | 71    | 13      | 12      | 1       | 0       | 376     | 280     | 13           | 11           | 1            | 1            | 344          | 290          | 26     | 23     | 2      | 1      | 720    | 570    |
| Campionato - Play Off Scudetto | -     | 4       | 4       | 0       | 0       | 111     | 83      | 3            | 2            | 0            | 1            | 70           | 72           | 7      | 6      | 0      | 1      | 181    | 155    |
| Coppa Italia                   | -     | 2       | 1       | 0       | 1       | 57      | 54      | 2            | 2            | 0            | 0            | 50           | 44           | 4      | 3      | 0      | 1      | 107    | 98     |
| Champions League               | 3     | 5       | 2       | 1       | 2       | 140     | 134     | 3            | 0            | 0            | 3            | 72           | 95           | 8      | 2      | 1      | 5      | 212    | 229    |
| Totale                         | -     | 24      | 19      | 2       | 3       | 684     | 551     | 21           | 15           | 1            | 5            | 536          | 501          | 45     | 34     | 3      | 8      | 1220   | 1052   |

### Individuali

#### Classifica marcatori
| N. | Giocatore               | Reti |
| -- | ----------------------- | ---- |
| 6  | Gintautas Vilaniskis    | 69   |
| 9  | Alessandro Fusina       | 69   |
| 14 | Alessandro Tarafino     | 64   |
| 11 | Antonio Pastorelli      | 46   |
| 7  | Petru Pop               | 38   |
| 15 | Marco Lo Duca           | 22   |
| 10 | Michele Guerrazzi       | 13   |
| 19 | Marco Visintin          | 10   |
| 8  | Massimiliano Martinelli | 8    |
| 4  | Giorgio Oveglia         | 8    |
| 18 | Eremia Piriianu         | 5    |
| 2  | Nino Velenik            | 2    |
| 16 | Ivan Mestriner          | 1    |